# MIUI
MIUI (pronunciato mi-yu-ai) è un ROM per smartphone e tablet sviluppato da Xiaomi basato su Android.
La sigla MIUI è composta da due parti, MI e UI, dove UI sta per interfaccia utente e MI, come affermato da Xiaomi, è acronimo di "Mobile Internet" e "Mission Impossible". È stato preinstallato sulla stragrande maggioranza degli smartphone, phablet e tablet Xiaomi dal 2010 al 2023, venendo progressivamente sostituito con il lancio di HyperOS.

## Sviluppo
Le prime ROM MIUI erano basate su Android 2.2.x Froyo ed erano inizialmente solo in lingua cinese dalla startup cinese Xiaomi Tech. Xiaomi aggiunse altre app per ampliare la struttura base; tra esse erano incluse Note, Backup, Musica e Galleria. MIUI fu successivamente tradotta non ufficialmente in altre lingue da sviluppatori indipendenti e siti web creati dai fan. 
Attualmente sono presenti traduzioni non ufficiali, ma dopo che Xiaomi ha commercializzato internazionalmente i propri smartphone, la loro popolarità è calata. Gli aggiornamenti sono pubblicati ogni giovedì mediante OTA (over-the-air).

## Caratteristiche
Si basa su una versione modificata di Android ed ha un'interfaccia utente fortemente modificata; la differenza con Android in tal senso è l'assenza del drawer applicazioni e la presenza del Mi Store, negozio virtuale che permette l'acquisto online di prodotti e servizi Xiaomi. Include tuttavia funzionalità aggiuntive che non si trovano in Android, tra cui un'interfaccia grafica che consente di cambiare tema e una sveglia che suona anche con il dispositivo spento. Dalla versione 8 in poi sono inoltre presenti funzioni quali il secondo spazio (una sorta di modalità multi-utente) e le App clonate, una funzione che permette all'utente di utilizzare due account diversi su app che normalmente non lo consentono, tra cui WhatsApp, Telegram o Twitter, sullo stesso smartphone. A partire dalla versione 8.5.11 sono state introdotti un menu multitasking e la gesture recognition.
A causa di alcuni contrasti col governo cinese, l'accesso a molti servizi Google è bloccato; di conseguenza MIUI non comprende i Google Play Services in Cina. Nonostante ciò, fuori dallo Stato asiatico, i Google Play Services sono compresi nella rom così come tutte le app Google già preinstallate e funzionanti. Le versioni globali della MIUI sono, inoltre, certificate da Google.

## Cronologia delle versioni
| Versione  | Screenshot | Versione Android | Ultima pubblicazione beta | Prima pubblicazione beta | Data di pubblicazione | Ultima pubblicazione stabile | Modifiche rilevanti |
| --------- | ---------- | ---------------- | ------------------------- | ------------------------ | --------------------- | ---------------------------- | --- |
| MIUI 1    |            | 2.1              | Sconosciuto               | 0.8.16                   | 16 agosto 2010        | N.D.                         | Versione iniziale |
| MIUI 2    |            | 2.1-2.3.x        | Sconosciuto               | Sconosciuto              | Sconosciuto           | N.D.                         | UI ridisegnata |
| MIUI 3    |            | 2.3.x            | 2.4.20                    | Sconosciuto              | Sconosciuto           | N.D.                         | UI ridisegnata |
| MIUI 4    |            | 4.0.x – 4.1.x    | 3.2.22                    | Sconosciuto              | Sconosciuto           | ICS24.0                      | - Nuova interfaccia utente - Aggiunto l'anti-virus |
| MIUI 5    |            | 4.1.x – 4.4.2    | 4.12.5                    | 3.3.1                    | 1º marzo 2013         | 22.0                         | - Nuova interfaccia utente - I servizi Google vengono rimossi dalla versione cinese |
| MIUI 6    |            | 4.4.2 – 5.0.2    | 5.8.6                     | 4.8.29                   | 29 agosto 2014        | 6.7.2.0                      | Interfaccia utente rinnovata |
| MIUI 7    |            | 4.4.2 – 6.0.1    | 6.5.26                    | 5.8.13                   | 13 agosto 2015        | 7.5.1.0                      | Bootloader bloccato su alcuni vecchi dispositivi selezionati e su tutte le versioni successive |
| MIUI 8    |            | 4.4.2 – 7.1.1    | 7.7.20                    | 6.6.16                   | 16 giugno 2016        | 8.5.10.0                     | - Modifiche minori dell'interfaccia utente - Aggiornate app di sistema - Aggiunto supporto per le app secondarie |
| MIUI 9    |            | 4.4.2 – 8.1      | 8.5.24                    | 7.8.10                   | 10 agosto 2017        | 9.5.17                       | - Modifiche minori all'interfaccia utente - Aggiunto schermo diviso - Miglioramento del pannello delle notifiche e della QuickCard (attualmente nota come App Vault) - Nuova modalità silenzioso - Aggiunte scorciatoie per tasti e gesti |
| MIUI 10   |            | 6.0 – 9.0        | 8.11.1                    | 8.6.14                   | 19 giugno 2018        | 10.0.4.0                     | - Nuova sfumatura nel pannello delle notifiche - Estese funzionalità della gestione di notifiche - Nuove schermate per le app recenti, controllo del volume, orologio, calendario e note - Maggiore integrazione con XiaoAI - Modifiche minori all'interfaccia utente - Rimosso tema scuro (Mi Note 2)                                                           |
| MIUI 11   |            | 7.0 – 10         | 9.9.24                    | 20.3.26                  | 22 ottobre 2019       | 11.0.3.0                     | - Basato su Android 10 - Mi Calculator - Ottimizzazioni della barra di stato - Gestione automatica dello screenshot - Modalità notte (dark mode) - Nuove icone |
| MIUI 12   |            | 9.0 – 11         | 20.4.27                   | 20.4.27                  | 27 aprile 2020        | 12.1.5.0                     | - Modalità notte 2.0 (Dark mode 2.0) - Nuove icone - Assistenza AI per le chiamate - Aggiunte le finestre flottanti - Più focalizzazione sulla privacy - Aggiunta la modalità batteria ultrarisparmio per la versione globale - Aggiunti gli strumenti di modifica per i video                                                                                   |
| MIUI 12.5 |            | 10 - 12          | 21.12.9                   | 21.1.14                  | 28 dicembre 2020      | 12.5.14.0                    | - Fine supporto per Android Pie - Nuovi suoni notifiche - Animazioni più fluide - Cartelle app ridisegnate - Layout verticale per Recenti - Miglioramenti di Mi Notes - Aggiunto il Super sfondo - Misurazione battito cardiaco tramite fotocamera |
| MIUI 13   |            | 11 - 12          | 21.12.29                  | 21.12.27                 | 28 dicembre 2021      | 13.0.12.0                    | - Fine supporto per Android 10 - Cambiamenti minori all'interfaccia utente - Nuovi widgets - Nuova modalità di utilizzo ad una mano per Android 12 - App vault ridisegnata - Nuovo font Mi Sans - Pannello di controllo ridisegnato - Nuovi sfondi animati |
| MIUI 14   |            | 12 - 13          | 23.3.20                   | 22.7.16                  | 20 marzo 2023         | 1.0.9.0                      | - Diminuzione di massa archiviata dalla MIUI (RAZOR Project) - Miglioramenti fluidità di sistema, anche con alto carico (Photon Engine) - Aumentato numero applicativi pre-installati disinstallabili - Miglioramento Privacy, aggiunta autorizzazione per invio notifica di una applicazione - Estrattore testo da immagini - Icone e cartelle ridimensionabili |